# Seznam dílů seriálu Bosch
Toto je seznam dílů seriálu Bosch. Americký kriminální dramatický televizní seriál Bosch měl premiéru 6. února 2014 na Prime Videu. V Česku měl seriál premiéru 12. ledna 2020 na Prima Krimi.

## Přehled řad
| Řada | Díly | Premiéra na Prime Videu | Premiéra na Prime Videu | Premiéra v ČR (Prima Krimi) | Premiéra v ČR (Prima Krimi) |
| Řada | Díly | První díl               | Poslední díl            | První díl                   | Poslední díl                |
| ---- | ---- | ----------------------- | ----------------------- | --------------------------- | --------------------------- |
| 1    | 10   | 6. února 2014           | 13. února 2015          | 12. ledna 2020              | 15. února 2020              |
| 2    | 10   | 11. března 2016         | 11. března 2016         | 16. února 2020              | 21. března 2020             |
| 3    | 10   | 21. dubna 2017          | 21. dubna 2017          | 22. března 2020             | 25. dubna 2020              |
| 4    | 10   | 13. dubna 2018          | 13. dubna 2018          | 26. dubna 2020              | 31. května 2020             |
| 5    | 10   | 19. dubna 2019          | 19. dubna 2019          | 31. května 2020             | 4. července 2020            |
| 6    | 10   | 16. dubna 2020          | 16. dubna 2020          | 31. října 2021              | 4. prosince 2021            |
| 7    | 8    | 25. června 2021         | 25. června 2021         | bude oznámeno               | bude oznámeno               |

## Seznam dílů

### První řada (2014–2015)
| Č. v seriálu | Č. v řadě | Původní název                  | Český název                                                               | Režie             | Scénář                              | Premiéra na Prime Videu | Premiéra v ČR (Prima Krimi) |
| ------------ | --------- | ------------------------------ | ------------------------------------------------------------------------- | ----------------- | ----------------------------------- | ----------------------- | --------------------------- |
| 1            | 1         | Chapter One: 'Tis the Season   | Kapitola 1: Zlé období (Prime Video) Zlé období (Prima Krimi)             | Jim McKay         | Michael Connelly a Eric Overmyer    | 6. února 2014           | 12. ledna 2020              |
| 2            | 2         | Chapter Two: Lost Light        | Kapitola 2: Ztracené světlo (Prime Video) Ztracené světlo (Prima Krimi)   | Kevin Dowling     | Tom Smuts a Eric Overmyer           | 13. února 2015          | 11. ledna 2020              |
| 3            | 3         | Chapter Three: Blue Religion   | Kapitola 3: Modrá víra (Prime Video) Modrá víra (Prima Krimi)             | Kevin Dowling     | Diane Frolov a Andrew Schneider     | 13. února 2015          | 11. ledna 2020              |
| 4            | 4         | Chapter Four: Fugazi           | Kapitola 4: Podraz (Prime Video) Podraz (Prima Krimi)                     | Ernest Dickerson  | George Pelecanos a Michael Connelly | 13. února 2015          | 25. ledna 2020              |
| 5            | 5         | Chapter Five: Mama's Boy       | Kapitola 5: Maminčin mazánek (Prime Video) Maminčin mazánek (Prima Krimi) | Ernest Dickerson  | William N. Fordes                   | 13. února 2015          | 26. ledna 2020              |
| 6            | 6         | Chapter Six: Donkey's Years    | Kapitola 6: Dlouhá doba (Prime Video) Liška (Prima Krimi)                 | Roxann Dawson     | Jennifer Ames a Steve Turner        | 13. února 2015          | 1. února 2020               |
| 7            | 7         | Chapter Seven: Lost Boys       | Kapitola 7: Ztracení chlapci (Prime Video) Ztracení chlapci (Prima Krimi) | Alex Zakrzewski   | Joe Gonzalez a Eric Overmyer        | 13. února 2015          | 2. února 2020               |
| 8            | 8         | Chapter Eight: High Low        | Kapitola 8: Liška (Prime Video) High Low (Prima Krimi)                    | Matt Earl Beesley | William N. Fordes a Tom Smuts       | 13. února 2015          | 8. února 2020               |
| 9            | 9         | Chapter Nine: The Magic Castle | Kapitola 9: Kouzelný hrad (Prime Video) Kouzelný hrad (Prima Krimi)       | Alex Zakrzewski   | Diane Frolov a Andrew Schneider     | 13. února 2015          | 9. února 2020               |
| 10           | 10        | Chapter Ten: Us and Them       | Kapitola 10: My a oni (Prime Video) My a oni (Prima Krimi)                | Thomas Carter     | Michael Connelly a T.L. Lankford    | 13. února 2015          | 15. února 2020              |

### Druhá řada (2016)
| Č. v seriálu | Č. v řadě | Původní název           | Český název                                               | Režie             | Scénář                                  | Premiéra na Prime Videu | Premiéra v ČR (Prima Krimi) |
| ------------ | --------- | ----------------------- | --------------------------------------------------------- | ----------------- | --------------------------------------- | ----------------------- | --------------------------- |
| 11           | 1         | Trunk Music             | Tělo v kufru                                              | Alex Zakrzewski   | Eric Overmyer                           | 11. března 2016         | 16. února 2020              |
| 12           | 2         | The Thing About Secrets | Tajemství                                                 | Alex Zakrzewski   | Eric Overmyer a Tom Bernardo            | 11. března 2016         | 22. února 2020              |
| 13           | 3         | Victim of the Night     | Oběť noci (Prime Video) Noční oběť (Prima Krimi)          | Pieter Jan Brugge | Diane Frolov a Andrew Schneider         | 11. března 2016         | 23. února 2020              |
| 14           | 4         | Who's Lucky Now?        | Kdo je Lucky? (Prime Video) V údolí je klid (Prima Krimi) | Christine Moore   | Tom Smuts                               | 11. března 2016         | 29. února 2020              |
| 15           | 5         | Gone                    | Únos                                                      | Ernest Dickerson  | William N. Fordes                       | 11. března 2016         | 1. března 2020              |
| 16           | 6         | Heart Attack            | Infarkt                                                   | Adam Davidson     | Diane Frolov a Andrew Schneider         | 11. března 2016         | 7. března 2020              |
| 17           | 7         | Exit Time               | Čas zmizet                                                | Kevin Dowling     | Tom Smuts a Tom Bernardo                | 11. března 2016         | 8. března 2020              |
| 18           | 8         | Follow the Money        | Držme se peněz                                            | Alex Zakrzewski   | William N. Fordes a Joe Gonzalez        | 11. března 2016         | 14. března 2020             |
| 19           | 9         | Queen of Martyrs        | Královna mučedníků                                        | Phil Abraham      | Eric Overmyer a Tom Bernardo            | 11. března 2016         | 15. března 2020             |
| 20           | 10        | Everybody Counts        | Padni komu padni                                          | Tim Hunter        | Michael Connelly a Terrill Lee Lankford | 11. března 2016         | 21. března 2020             |

### Třetí řada (2017)
| Č. v seriálu | Č. v řadě | Původní název          | Český název                                            | Režie              | Scénář                         | Premiéra na Prime Videu | Premiéra v ČR (Prima Krimi) |
| ------------ | --------- | ---------------------- | ------------------------------------------------------ | ------------------ | ------------------------------ | ----------------------- | --------------------------- |
| 21           | 1         | The Smog Cutter        | Veterán                                                | Adam Davidson      | Eric Overmyer                  | 21. dubna 2017          | 22. března 2020             |
| 22           | 2         | The Four Last Things   | Čtyři poslední věci                                    | Adam Davidson      | Daniel Pyne                    | 21. dubna 2017          | 28. března 2020             |
| 23           | 3         | God Sees               | Bůh se dívá                                            | Alex Zakrzewski    | Tom Bernardo                   | 21. dubna 2017          | 29. března 2020             |
| 24           | 4         | El Compadre            | El Compadre                                            | Sarah Pia Anderson | Jeffrey Fiskin                 | 21. dubna 2017          | 4. dubna 2020               |
| 25           | 5         | Blood Under the Bridge | Co se stalo, nezměníte                                 | Alex Zakrzewski    | Elle Johnson                   | 21. dubna 2017          | 5. dubna 2020               |
| 26           | 6         | Birdland               | Birdland                                               | Ernest Dickerson   | Daniel Pyne                    | 21. dubna 2017          | 11. dubna 2020              |
| 27           | 7         | Right Play             | Správná hra                                            | Christine Moore    | Jeffrey Fiskin                 | 21. dubna 2017          | 12. dubna 2020              |
| 28           | 8         | Aye Papi               | Aye Papi                                               | Ernest Dickerson   | Elle Johnson                   | 21. dubna 2017          | 18. dubna 2020              |
| 29           | 9         | Clear Shot             | Na mušce (Prime Video) Přesná muška (Prima Krimi)      | Stephen Gyllenhaal | Eric Overmyer                  | 21. dubna 2017          | 19. dubna 2020              |
| 30           | 10        | The Sea King           | Mořský král (Prime Video) Mořští králové (Prima Krimi) | Ernest Dickerson   | Daniel Pyne a Michael Connelly | 21. dubna 2017          | 25. dubna 2020              |

### Čtvrtá řada (2018)
| Č. v seriálu | Č. v řadě | Původní název              | Český název                                                              | Režie                    | Scénář                        | Premiéra na Prime Videu | Premiéra v ČR (Prima Krimi) |
| ------------ | --------- | -------------------------- | ------------------------------------------------------------------------ | ------------------------ | ----------------------------- | ----------------------- | --------------------------- |
| 31           | 1         | Ask the Dust               | Zeptej se prachu                                                         | Aaron Lipstadt           | John Mankiewicz a Daniel Pyne | 13. dubna 2018          | 26. dubna 2020              |
| 32           | 2         | Dreams of Bunker Hill      | Sny v Bunker Hill (Prime Video) Zvláštní dozor (Prima Krimi)             | Aaron Lipstadt           | John Mankiewicz a Daniel Pyne | 13. dubna 2018          | 2. května 2020              |
| 33           | 3         | Devil in the House         | Ďábel v domě                                                             | Alex Zakrzewski          | Tom Bernardo                  | 13. dubna 2018          | 3. května 2020              |
| 34           | 4         | Past Lives                 | Minulé životy                                                            | Tim Hunter               | Shaz Bennett a Elle Johnson   | 13. dubna 2018          | 9. května 2020              |
| 35           | 5         | The Coping                 | Vyrovnávání                                                              | Alex Zakrzewski          | Jeffrey Fiskin                | 13. dubna 2018          | 10. května 2020             |
| 36           | 6         | The Wine of Youth          | Víno mládí                                                               | Zetna Fuentes            | John Mankiewicz               | 13. dubna 2018          | 17. května 2020             |
| 37           | 7         | Missed Connections         | Ztracené souvislosti (Prime Video) Přehlédnuté souvislosti (Prima Krimi) | Daisy von Scherler Mayer | Jeffrey Fiskin                | 13. dubna 2018          | 17. května 2020             |
| 38           | 8         | Dark Sky                   | Temná obloha                                                             | Ernest Dickerson         | Elle Johnson                  | 13. dubna 2018          | 24. května 2020             |
| 39           | 9         | Rojo Profundo              | Rojo Profundo                                                            | Neema Barnette           | Michael Connelly              | 13. dubna 2018          | 24. května 2020             |
| 40           | 10        | Book of the Unclaimed Dead | Kniha zemřelých                                                          | Ernest Dickerson         | Daniel Pyne                   | 13. dubna 2018          | 31. května 2020             |

### Pátá řada (2019)
| Č. v seriálu | Č. v řadě | Původní název               | Český název                                               | Režie                    | Scénář                   | Premiéra na Prime Videu | Premiéra v ČR (Prima Krimi) |
| ------------ | --------- | --------------------------- | --------------------------------------------------------- | ------------------------ | ------------------------ | ----------------------- | --------------------------- |
| 41           | 1         | Two Kinds of Truth          | Dva druhy pravdy                                          | Alex Zakrzewski          | Daniel Pyne              | 19. dubna 2019          | 31. května 2020             |
| 42           | 2         | Pill Shills                 | Falešné recepty                                           | Alex Zakrzewski          | Eric Overmyer            | 19. dubna 2019          | 7. června 2020              |
| 43           | 3         | The Last Scrip              | Poslední recept                                           | Daisy von Scherler Mayer | Elle Johnson             | 19. dubna 2019          | 8. června 2020              |
| 44           | 4         | Raise the Dead              | Probuďte mrtvou                                           | Laura Belsey             | Tom Bernardo             | 19. dubna 2019          | 13. června 2020             |
| 45           | 5         | Tunnel Vision               | Tunelové vidění                                           | Patrick Cady             | Jeffrey Fiskin           | 19. dubna 2019          | 14. června 2020             |
| 46           | 6         | The Space Between the Stars | Prostor mezi hvězdami                                     | Neema Barnette           | Shaz Bennett             | 19. dubna 2019          | 20. června 2020             |
| 47           | 7         | The Wisdom of the Desert    | Moudrost pouště                                           | Aaron Lipstadt           | Jeffrey Fiskin           | 19. dubna 2019          | 21. června 2020             |
| 48           | 8         | Salvation Mountain          | Hora spásy                                                | Ernest Dickerson         | Tom Bernardo             | 19. dubna 2019          | 27. června 2020             |
| 49           | 9         | Hold Back the Night         | Zastavte stmívání (Prime Video) Zadržte noc (Prima Krimi) | Aaron Lipstadt           | Eric Overmyer            | 19. dubna 2019          | 28. června 2020             |
| 50           | 10        | Creep Signed His Kill       | Ten hajzl se podepsal                                     | Ernest Dickerson         | Daniel Pyne a Katie Pyne | 19. dubna 2019          | 4. července 2020            |

### Šestá řada (2020)
| Č. v seriálu | Č. v řadě | Původní název             | Český název                                                  | Režie                    | Scénář                        | Premiéra na Prime Videu | Premiéra v ČR (Prima Krimi) |
| ------------ | --------- | ------------------------- | ------------------------------------------------------------ | ------------------------ | ----------------------------- | ----------------------- | --------------------------- |
| 51           | 1         | The Overlook              | Vyhlídka                                                     | Daisy von Scherler Mayer | Eric Overmyer a Tom Bernardo  | 16. dubna 2020          | 31. října 2021              |
| 52           | 2         | Good People on Both Sides | Dobří lidé na obou stranách                                  | Alex Zakrzewski          | Daniel Pyne                   | 16. dubna 2020          | 6. listopadu 2021           |
| 53           | 3         | Three Widows              | Tři vdovy                                                    | Patrick Cady             | Shaz Bennett                  | 16. dubna 2020          | 7. listopadu 2021           |
| 54           | 4         | Part of the Deal          | Patří to k životu (Prime Video) Součást života (Prima Krimi) | Michael McDonough        | Tom Bernardo                  | 16. dubna 2020          | 13. listopadu 2021          |
| 55           | 5         | Money, Honey              | Prachy pro Honey (Prime Video) Prachy, honey (Prima Krimi)   | Trey Batchelor           | Jeffrey Fiskin a Katie Pyne   | 16. dubna 2020          | 14. listopadu 2021          |
| 56           | 6         | The Ace Hotel             | Hotel Ace (Prime Video) Hotel ACE (Prima Krimi)              | Zetna Fuentes            | Alex Meenehan                 | 16. dubna 2020          | 20. listopadu 2021          |
| 57           | 7         | Hard Feelings             | Zlá krev (Prime Video) Vztek (Prima Krimi)                   | Hagar Ben-Asher          | Jeffrey Fiskin                | 16. dubna 2020          | 21. listopadu 2021          |
| 58           | 8         | Copy Cat                  | Napodobitel                                                  | Ernest Dickerson         | Eric Overmyer a Alex Meenehan | 16. dubna 2020          | 27. listopadu 2021          |
| 59           | 9         | Dark Sacred Night         | Temná svatá noc                                              | Tara Nicole Weyr         | Daniel Pyne a Osokwe Vasquez  | 16. dubna 2020          | 28. listopadu 2021          |
| 60           | 10        | Some Measure of Justice   | Míra spravedlnosti (Prime Video) Čestný muž (Prima Krimi)    | Ernest Dickerson         | Michael Connelly              | 16. dubna 2020          | 4. prosince 2021            |

### Sedmá řada (2021)
| Č. v seriálu | Č. v řadě | Původní název    | Český název       | Režie           | Scénář                           | Premiéra na Prime Videu | Premiéra v ČR (Prima Krimi) |
| ------------ | --------- | ---------------- | ----------------- | --------------- | -------------------------------- | ----------------------- | --------------------------- |
| 61           | 1         | Brazen           | Neviňátka         | Alex Zakrzewski | Eric Overmyer                    | 25. června 2021         | bude oznámeno               |
| 62           | 2         | The Dog You Feed | Koho v sobě živíš | Patrick Cady    | Osokwe Vasquez                   | 25. června 2021         | bude oznámeno               |
| 63           | 3         | Sabes Demasiado  | Víš toho moc      | Alex Zakrzewski | Jeffrey Fiskin                   | 25. června 2021         | bude oznámeno               |
| 64           | 4         | Triple Play      | Trojaut           | Patrick Cady    | Lolis Eric Elie                  | 25. června 2021         | bude oznámeno               |
| 65           | 5         | Jury's Still Out | Porota zasedá     | Alex Zakrzewski | Benjamin Pitts                   | 25. června 2021         | bude oznámeno               |
| 66           | 6         | The Greater Good | Vyšší dobro       | Patrick Cady    | Alex Meenehan a Jessica Kivnik   | 25. června 2021         | bude oznámeno               |
| 67           | 7         | Workaround       | Oklika            | Alex Zakrzewski | Elle Johnson a Mitzi Roberts     | 25. června 2021         | bude oznámeno               |
| 68           | 8         | Por Sonia        | Za Soniu          | Patrick Cady    | Michael Connelly a Eric Overmyer | 25. června 2021         | bude oznámeno               |